# Soma (neuron)

Schematické znázornění neuronu a jeho funkcí

Soma je tělo neuronu, ve kterém je uloženo jádro. Velikost perikaryonu se pohybuje od 6 μm (malé zrnité buňky kůry mozečku) do 100 μm (velké pyramidové neurony motorických oblastí mozkové kůry). Jádro je poměrně velké, kulovité nebo oválné, bývá v něm zpravidla jedno velké jadérko. V cytoplasmě těla (neuroplasma) jsou organely a struktury shodné s organelovou výbavou ostatních somatických buněk, zvláště vyniká granulární endoplasmatické retikulum, které v perikaryu tvoří dynamickou strukturu nazývanou Nisslova tigroidní substance, a Golgiho komplex, který byl poprvé popsán právě v nervové buňce. V těle neuronu, stejně tak i v jeho výběžcích, se nacházejí početné mitochondrie. Ve všech neuronech jsou lysosomy, které mohou obsahovat zrna (granula) pigmentů, lipofuchsinu a neuromelaninu.
Přestože se předpokládá, že plně diferencované neurony nemají schopnost mitotického dělení, v jejich cytoplasmě byly prokázány centrioly. V těle i výběžcích neuronu jsou specializovaná intermediální filamenta, neurofilamenta, a mikrotubuly, nazývané neurotubuly. Agregací neurofilament a neurotubulů vznikají neurofibrily, které se v histologických preparátech znázorňují impregnací těžkými kovy. Po mikrotubulech jsou ke vzdáleným zakončením dopravovány neuronální granule nesoucí mediátorovou RNA kódující proteiny potřebné v nervovém zakončení; i když obsahují faktory potřebné pro překlad mRNA, překlad mRNA je po dobu transportu zastaven. Neuronální granule hrají roli v regeneraci axonů a poruchy v transportu mRNA jsou spojeny s neuronálními poruchami.